# 法默 (密蘇里州)
法默（英語：Farmer）是位於美國密蘇里州派克縣的非建制地區。

## 歷史
法默的郵局於1883年設立，其後於1906年停運。

## 地理
法默所處的海拔為高於海平面220米（即722英呎），而該地所採用的時區為UTC-6，即北美中部時區（CST）。同時該地設有夏令時間，為UTC-6調快一小時，即UTC-5（CDT）。